# Sultan Pur
Sultan Pur es una ciudad censal situada en el distrito de Delhi sur,  en el territorio de la capital nacional,  Delhi (India). Su población es de 15160 habitantes (2011). 

## Demografía
Según el censo de 2011 la población de Sultan Pur era de 15160 habitantes, de los cuales 8200 eran hombres y 6960 eran mujeres. Sultan Pur tiene una tasa media de alfabetización del 86,28%, superior a la media estatal del 86,21%: la alfabetización masculina es del 91,46%, y la alfabetización femenina del 80,11%.